# Lussant
Lussant is een gemeente in het Franse departement Charente-Maritime (regio Nouvelle-Aquitaine). De plaats maakt deel uit van het arrondissement Rochefort. Lussant telde op 1 januari 2022 1.013 inwoners.

## Geografie
De oppervlakte van Lussant bedroeg op 1 januari 2022 8,79 vierkante kilometer; de bevolkingsdichtheid was toen 115,2 inwoners per km².
De onderstaande kaart toont de ligging van Lussant met de belangrijkste infrastructuur en aangrenzende gemeenten.

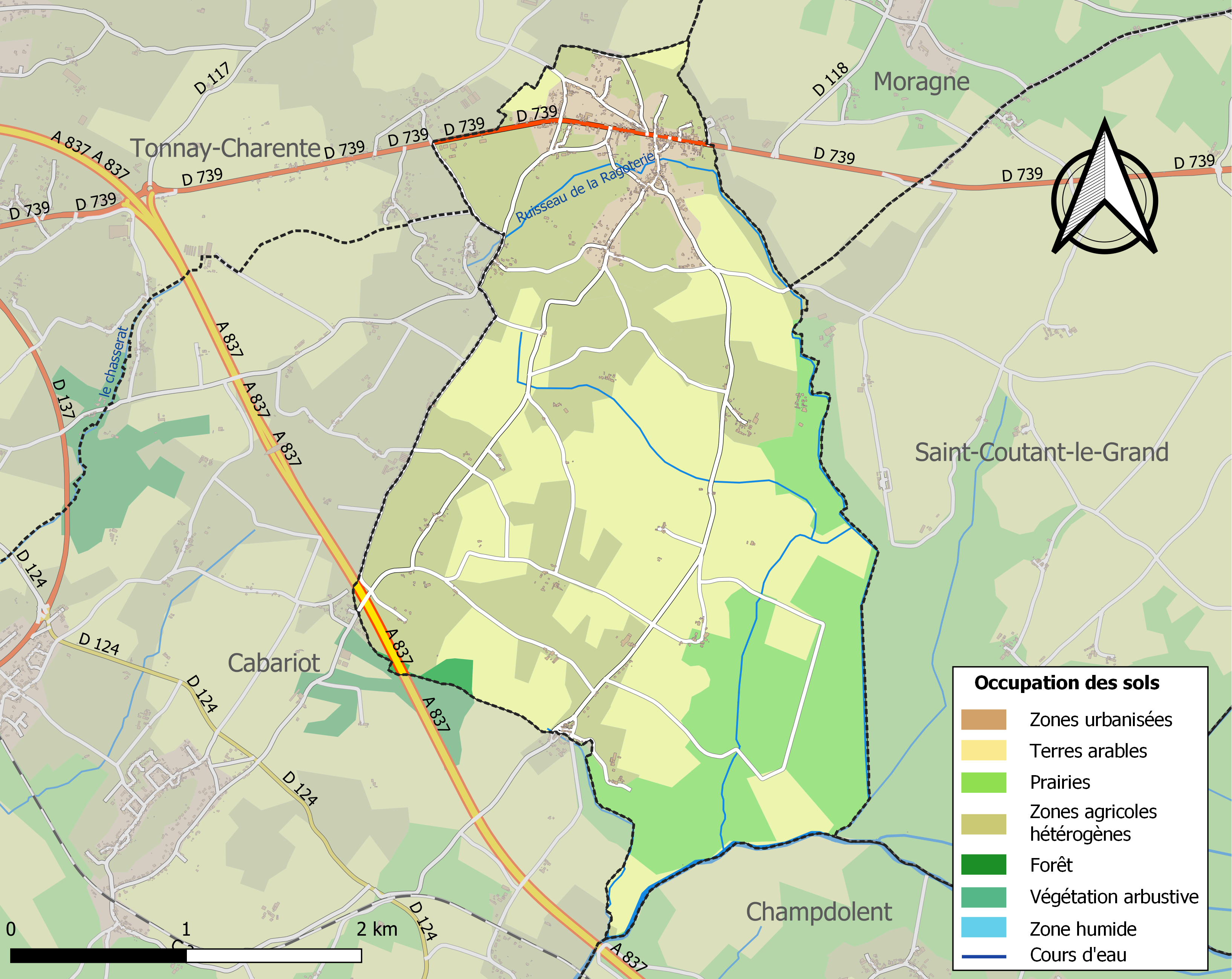

## Demografie
Onderstaande figuur toont het verloop van het inwonertal (bron: INSEE-tellingen).